# Pagoda
Pagoda är ett indieband från Brooklyn i New York med Michael Pitt som sångare, frontman och gitarrist, tillsammans med Reece Carr på trummor, Willie Paredes på bas och Chris Hoffman på cello. Deras första album släpptes den 27 februari 2007.
Namnet Pagoda kommer från de buddhistiska tempelbyggnaderna, pagoder, och anledningen till att de tog det namnet är, som Pitt uttrycker det "Det var egentligen bara det namnet som inte sög lika mycket som de andra namnen."

## Medlemmar
Senaste medlemmar
- Michael Pitt - sång, gitarr (2001-2011)
- Chris Hoffman - cello (2007-2011)
- Willy Paredes - bas (2007-2011)
- Reece Carr - trummor (2007-2011)

Tidigare medlemmar
- Ryan Donowho - trummor (2001-2007)
- Christian Zucconi - bas (2001-2007)
- Indigo Ruth-Davis - cello (200?-2007)
- Jamie Kallend - bas (200?-2007)
- Luca Amendolara - musikproducent, ljudtekniker

## Diskografi
Album
- 2007 – Pagoda
- 2013 – Rebirth (inspelad 2009)

EP
- 2005 - The Pagoda Demo
- 2005 - The Loney Journely
- 2008 - Happy Free B-Sides